# 喙果刺榄
喙果刺榄（学名：Xantolis boniana var. rostrata）为山榄科刺榄属下的一个变种。

## 扩展阅读
- 維基物種上的相關：喙果刺榄